# Rang (Statistik)
In einer Reihe von statistischen Beobachtungen ergibt sich der Rang einer einzelnen Beobachtung als ihre Position, wenn alle Beobachtungswerte der Größe nach geordnet und durchnummeriert werden.
Es ist möglich, dass mindestens zwei Beobachtungen den gleichen Wert haben. Man spricht dann von Bindungen oder Verbundwerten (engl. Ties). Der Rang ist daher nicht wohldefiniert.
In der Stochastik ist der Rang aber fast sicher eindeutig erklärt, falls die einzelnen Beobachtungen unabhängig und stetig verteilt sind. Auf der Auswertung der Ränge innerhalb von Stichproben basiert eine Reihe von statistischen Tests in der nichtparametrischen Statistik. Die nach ihrem Rang geordneten Beobachtungswerte heißen Ordnungsstatistiken.

## Definition
Die Beobachtungswerte werden der Größe nach sortiert. Im Fall, dass kein Wert mehrfach auftritt, bekommt der kleinste Wert meistens den Rang 1, der nächstgrößere (also zweitkleinste) den Rang 2 usw.
Mögliche Vorgehensweisen bei mehrfach auftretenden Werten (sogenannten Bindungen) sind unten aufgeführt.
Die übliche Schreibweise ist {\displaystyle x_{(i)}} für den Beobachtungswert mit dem Rang {\displaystyle i}.

## Beispiel
Folgende Beobachtungen wurden für die monatlichen Aufwendungen für Freizeitgüter und Urlaub in Zweipersonenhaushalten gemacht:
| Beobachtungsnummer | 1        | 2   | 3        | 4   |
| Beobachtungswert   | 220      | 240 | 220      | 180 |
| Rang               | 2 oder 3 | 4   | 2 oder 3 | 1   |

Also: {\displaystyle x_{(4)}=240=x_{2}}, d. h. {\displaystyle x_{(4)}} ist der Beobachtungswert mit dem Rang {\displaystyle 4} und {\displaystyle x_{2}} der zweite Beobachtungswert in der Datenreihe.
Die Beobachtungen können zu einer Rangliste geordnet werden:
| Listenrang | Beobachtungsnummer | Beobachtungswert |
| ---------- | ------------------ | ---------------- |
| 1.         | 4                  | 180              |
| 2.–3.      | 1                  | 220              |
| "          | 3                  | "                |
| 4.         | 2                  | 240              |

## Bindungen
In der Praxis kann es vorkommen, dass Beobachtungswerte mehrfach auftreten. Man spricht davon, dass Bindungen in den Beobachtungswerten auftreten. Da Beobachtungen mit gleichen Werten nicht unterschiedliche Ränge haben sollten, müssen diese behandelt werden. Da in der Statistik oft Rangsummen betrachtet werden, ist eine oft gestellte Anforderung an Verfahren, die Bindungen behandeln, dass die Summe der Ränge von {\displaystyle n} Beobachtungen gerade {\displaystyle 1+2+3+\ldots +n={\tfrac {n(n+1)}{2}}} ist.
Verschiedene Verfahren können benutzt werden, um eine eindeutige Rangzuordnung zu finden:
Mittelwert
Den ranggleichen Beobachtungen wird das arithmetische Mittel der auf sie fallenden Ränge zugeordnet.
Beispiel: Folgende Beobachtungen wurden für die monatlichen Aufwendungen für Freizeitgüter und Urlaub in Zweipersonenhaushalten gemacht:
| Beobachtungsnummer | 1   | 2   | 3   | 4   | 5   | 6   | 7   | 8   | 9   | 10  |
| Beobachtungswert   | 125 | 315 | 215 | 105 | 200 | 170 | 170 | 220 | 220 | 220 |
| Rang               | 2   | 10  | 6   | 1   | 5   | 3,5 | 3,5 | 8   | 8   | 8   |

- Den Beobachtungswerten 170 müssten die Ränge 3 und 4 zugeordnet werden. Das arithmetische Mittel ergibt sich zu {\displaystyle {\tfrac {3+4}{2}}=3{,}5}.
- Den Beobachtungswerten 220 müssten die Ränge 7, 8 und 9 zugeordnet werden. Das arithmetische Mittel ergibt sich zu {\displaystyle {\tfrac {7+8+9}{3}}=8}.

Randomisierung
Den ranggleichen Beobachtungswerten wird zufällig einer der Ränge derselben zugeordnet.
A-fortiori-Methode
Im Falle der Durchführung eines Tests wird die Rangfolge so festgelegt, dass die Nullhypothese {\displaystyle H_{0}} begünstigt wird.

Alle möglichen Rangzuordnungen untersuchen
Berechne die Teststatistik für alle möglichen Rangzuordnungen, d. h. führe den Test für alle möglichen Zuordnungen durch. Wird {\displaystyle H_{0}} unabhängig von den Zuordnungen immer angenommen oder verworfen, dann endet die Methode hier.
Eliminierung
Entferne solange Beobachtungen aus der Stichprobe, bis alle Bindungen verschwinden. Insofern der Stichprobenumfang groß genug ist, ist der Informationsverlust unerheblich, ansonsten ist von dieser Methode abzuraten, da sie bei vielen Tests die Teststärke verringert.

## Verteilung der Ränge
Der Rang {\displaystyle R(X_{i})} einer Zufallsvariablen {\displaystyle X_{i}} ist eine diskret gleichverteilte Zufallsvariable auf {\displaystyle \{1,...,n\}}.

## Eigenschaften
Die Summe der Ränge einer Datenreihe ist
{\displaystyle 1+2+3+\ldots +n={\frac {n(n+1)}{2}}}
(Gaußsche Summenformel). Auch bei Bildung des arithmetischen Mittels zur Berechnung der Ränge bei Bindungen bleibt diese Eigenschaft erhalten.